# Општина Чигнаутла (Пуебла)
Чигнаутла (шп. Chignautla) општина је у Мексику у савезној држави Пуебла. Општина се налази на надморској висини од 1982 м.

## Становништво
Према подацима из 2010. у општини је живело 30254 становника.

### Хронологија
| Година       | 2000                  | 2005                  | 2010                  |
| ------------ | --------------------- | --------------------- | --------------------- |
| Становништво | 21571 (10644 / 10927) | 26087 (12730 / 13357) | 30254 (14669 / 15585) |

### Попис
| \| \| м \| \| \| ж \| \| 0—2 \| 1.109 \| \| \| 1.046 \| \| 3—5 \| 1.172 \| \| \| 1.236 \| \| 6—11 \| 2.339 \| \| \| 2.372 \| \| 12—14 \| 1.052 \| \| \| 1.018 \| \| 15—17 \| 1.108 \| \| \| 1.152 \| \| 18—24 \| 2.023 \| \| \| 2.137 \| \| 60+ \| 832 \| \| \| 974 \| \| Просек : \| 24,6 \| \| \| 25,6 \| |       |  |  |       |
| |       |  |  |       |
| | м     |  |  | ж     |
| 0—2 | 1.109 |  |  | 1.046 |
| 3—5 | 1.172 |  |  | 1.236 |
| 6—11 | 2.339 |  |  | 2.372 |
| 12—14 | 1.052 |  |  | 1.018 |
| 15—17 | 1.108 |  |  | 1.152 |
| 18—24 | 2.023 |  |  | 2.137 |
| 60+ | 832   |  |  | 974   |
| Просек : | 24,6  |  |  | 25,6  |

| #   | Индикатор                                                                                        | Вредност |
| --- | ------------------------------------------------------------------------------------------------ | -------- |
| 1   | Становништво од 0 до 2 године                                                                    | 2155     |
| 2   | Мушко становништво од 0 до 2 године                                                              | 1109     |
| 3   | Женско становништво од 0 до 2 године                                                             | 1046     |
| 4   | Становништво са 3 и више година                                                                  | 28055    |
| 5   | Мушко становништво са 3 и више година                                                            | 13537    |
| 6   | Женско становништво са 3 и више година                                                           | 14518    |
| 7   | Становништво са 5 и више година                                                                  | 26447    |
| 8   | Мушко становништво са 5 и више година                                                            | 12749    |
| 9   | Женско становништво са 5 и више година                                                           | 13698    |
| 10  | Становништво са 12 и више година                                                                 | 20936    |
| 11  | Мушко становништво са 12 и више година                                                           | 10026    |
| 12  | Женско становништво са 12 и више година                                                          | 10910    |
| 13  | Становништво са 15 и више година                                                                 | 18866    |
| 14  | Мушко становништво са 15 и више година                                                           | 8974     |
| 15  | Женско становништво са 15 и више година                                                          | 9892     |
| 16  | Становништво са 18 и више година                                                                 | 16606    |
| 17  | Мушко становништво са 18 и више година                                                           | 7866     |
| 18  | Женско становништво са 18 и више година                                                          | 8740     |
| 19  | Становништво од 3 до 5 година                                                                    | 2408     |
| 20  | Мушко становништво од 3 до 5 година                                                              | 1172     |
| 21  | Женско становништво од 3 до 5 година                                                             | 1236     |
| 22  | Становништво од 6 до 11 година                                                                   | 4711     |
| 23  | Мушко становништво од 6 до 11 година                                                             | 2339     |
| 24  | Женско становништво од 6 до 11 година                                                            | 2372     |
| 25  | Становништво од 8 до 14 година                                                                   | 5171     |
| 26  | Мушко становништво од 8 до 14 година                                                             | 2582     |
| 27  | Женско становништво од 8 до 14 година                                                            | 2589     |
| 28  | Становништво од 12 до 14 година                                                                  | 2070     |
| 29  | Мушко становништво од 12 до 14 година                                                            | 1052     |
| 30  | Женско становништво од 12 до 14 година                                                           | 1018     |
| 31  | Становништво од 15 до 17 година                                                                  | 2260     |
| 32  | Мушко становништво од 15 до 17 година                                                            | 1108     |
| 33  | Женско становништво од 15 до 17 година                                                           | 1152     |
| 34  | Становништво од 18 до 24 године                                                                  | 4160     |
| 35  | Мушко становништво од 18 до 24 године                                                            | 2023     |
| 36  | Женско становништво од 18 до 24 године                                                           | 2137     |
| 37  | Женско становништво од 15 до 49 година                                                           | 8097     |
| 38  | Становништво са 60 и више година                                                                 | 1806     |
| 39  | Мушко становништво са 60 и више година                                                           | 832      |
| 40  | Женско становништво са 60 и више година                                                          | 974      |
| 41  | Однос између мушкараца и жена                                                                    | 94.12    |
| 42  | Становништво од нуле до 14 година                                                                | 11344    |
| 43  | Становништво од 15 до 64 године                                                                  | 17561    |
| 44  | Становништво од 65 година и више                                                                 | 1305     |
| 45  | Просечан број деце                                                                               | 2.77     |
| 46  | Становништво рођено у ентитету                                                                   | 28699    |
| 47  | Мушко становништво рођено у ентитету                                                             | 14005    |
| 48  | Женско становништво рођено у ентитету                                                            | 14694    |
| 49  | Становништво рођено у другом ентитету                                                            | 1442     |
| 50  | Мушко становништво рођено у другом ентитету                                                      | 607      |
| 51  | Женско становништво рођено у другом ентитету                                                     | 835      |
| 52  | Становништво од 5 година и више резидентно у ентитету у јуну 2005. године                        | 25773    |
| 53  | Мушко становништво старосног доба од 5 година и више, резидентно у ентитету у јуну 2005. године  | 12386    |
| 54  | Женско становништво старосног доба од 5 и више година, резидентно у ентитету у јуну 2005. године | 13387    |
| 55  | Становништво од 5 година и више које је живело у другом ентитету у јуну 2005. године             | 474      |
| 56  | Мушко становништво старије од 5 година које је живело у другом ентитету у јуну 2005. године      | 242      |
| 57  | Женско становништво старије од 5 година које је живело у другом ентитету у јуну 2005. године     | 232      |
| 58  | Становништво од 3 године и више које говори аутохтони језик                                      | 3374     |
| 59  | Мушко становништво старо 3 године и више које говори аутохтони језик                             | 1609     |
| 60  | Женско становништво старо 3 године и више које говори аутохтони језик                            | 1765     |
| 61  | Становништво од 3 године и више које говори аутохтони језик и не говори шпански језик            | 10       |
| 62  | Мушко становништво старо 3 године и више које говори аутохтони језик и не говори шпански         | 2        |
| 63  | Женско становништво старо 3 године и више које говори аутохтони језик и не говори шпански језик  | 8        |
| 64  | Становништво старо 3 године и више које говори аутохтони језик и шпански                         | 3197     |
| 65  | Мушко становништво старо 3 године и више које говори аутохтони језик и шпански                   | 1524     |
| 66  | Женско становништво старо 3 године и више које говори аутохтони језик и шпански                  | 1673     |
| 67  | Становништво од 5 година и више које говори аутохтони језик                                      | 3370     |
| 68  | Становништво од 5 година и више које говори аутохтони језик и не говори шпански језик            | 10       |
| 69  | Становништво од 5 година и више које говори аутохтони језик и говори шпански језик               | 3193     |
| 70  | Становништво у домородачким домаћинствима                                                        | 10105    |
| 71  | Становништво са ограничењима у активностима                                                      | 718      |
| 72  | Становништво са ограниченим ходањем или кретањем, горе или доле                                  | 337      |
| 73  | Становници са ограничењима вида, чак и уз кориштење сочива                                       | 173      |
| 74  | Становништво са ограничењима говора, комуникације или конверзације                               | 107      |
| 75  | Становништво са ограниченим слухом                                                               | 83       |
| 76  | Становништво са ограничењима при одевању, купању или јелу                                        | 49       |
| 77  | Становништво са ограничењима у опажању или учењу једноставних ствари                             | 53       |
| 78  | Становништво са менталним ограничењима                                                           | 74       |
| 79  | Становништво без ограничења активности                                                           | 29373    |
| 80  | Становништво од 3 до 5 година које не похађа школу                                               | 1206     |
| 81  | Мушко становништво од 3 до 5 година које не похађа школу                                         | 588      |
| 82  | Женско становништво од 3 до 5 година које не похађа школу                                        | 618      |
| 83  | Становништво од 6 до 11 година које не похађа школу                                              | 194      |
| 84  | Мушко становништво од 6 до 11 година које не похађа школу                                        | 89       |
| 85  | Женско становништво од 6 до 11 година које не похађа школу                                       | 105      |
| 86  | Становништво од 12 до 14 година које не похађа школу                                             | 358      |
| 87  | Мушко становништво од 12 до 14 година које не похађа школу                                       | 178      |
| 88  | Женско становништво од 12 до 14 година које не похађа школу                                      | 180      |
| 89  | Становништво од 15 до 17 година похађа школу                                                     | 1185     |
| 90  | Мушко становништво од 15 до 17 година похађа школу                                               | 571      |
| 91  | Женско становништво између 15 и 17 година живота у школи                                         | 614      |
| 92  | Становништво од 18 до 24 године похађа школу                                                     | 594      |
| 93  | Мушко становништво од 18 до 24 године похађа школу                                               | 293      |
| 94  | Женско становништво од 18 до 24 године похађа школу                                              | 301      |
| 95  | Становништво од 8 до 14 година које не може да чита и пише                                       | 282      |
| 96  | Мушко становништво старосног доба од 8 до 14 година које не може да чита и пише                  | 145      |
| 97  | Женско становништво старосног доби од 8 до 14 година које не може да чита и пише                 | 137      |
| 98  | Становништво од 15 година и више које је неписмено                                               | 2893     |
| 99  | Мушко становништво од 15 година и више које је неписмено                                         | 1053     |
| 100 | Женско становништво од 15 година и више које је неписмено                                        | 1840     |
| 101 | Становништво старо 15 и више година без школовања                                                | 2723     |
| 102 | Мушко становништво старо 15 и више година без школовања                                          | 1026     |
| 103 | Женско становништво старо 15 и више година без школовања                                         | 1697     |
| 104 | Становништво старосног доба 15 и више година са непотпуним основним образовањем                  | 4295     |
| 105 | Мушко становништво старосног доба од 15 година и више са непотпуном основним образовањем         | 2069     |
| 106 | Женско становништво старосног доба 15 и више година са непотпуном основним образовањем           | 2226     |
| 107 | Становништво старо 15 и више година са комплетним основним образовањем                           | 4789     |
| 108 | Мушко становништво старо 15 година и више са комплетним основним образовањем                     | 2355     |
| 109 | Женско становништво старо 15 и више година са комплетним основним образовањем                    | 2434     |
| 110 | Становништво старосног доба 15 и више година са непотпуним средњим образовањем                   | 1007     |
| 111 | Мушко становништво старосног доба од 15 година и више са непотпуним средњим образовањем          | 538      |
| 112 | Женско становништво старосног доба од 15 година и више са непотпуним средњим образовањем         | 469      |
| 113 | Становништво старо 15 и више година са пуним секундарном образовањем                             | 3054     |
| 114 | Мушко становништво старосног доба од 15 година и више са пуним секундарном образовањем           | 1528     |
| 115 | Женско становништво старосног доба од 15 година и више са пуним секундарном образовањем          | 1526     |
| 116 | Становништво старије од 18 година са постосновним образовањем                                    | 2530     |
| 117 | Мушко становништво старије од 18 година са постосновним образовањем                              | 1257     |
| 118 | Женско становништво старије од 18 година са постосновним образовањем                             | 1273     |
| 119 | Просечна оцена школовања                                                                         | 5.96     |
| 120 | Просечан ниво образовања мушке популације                                                        | 6.21     |
| 121 | Просечан ниво образовања женског становништва                                                    | 5.74     |
| 122 | Економски активно становништво                                                                   | 11301    |
| 123 | Економски активна мушка популација                                                               | 7816     |
| 124 | Економски активна женска популација                                                              | 3485     |
| 125 | Становништво које није економски активно                                                         | 9559     |
| 126 | Мушко становништво које није економски активно                                                   | 2161     |
| 127 | Женско становништво које није економски активно                                                  | 7398     |
| 128 | Запослено становништво                                                                           | 10949    |
| 129 | Запослено мушко становништво                                                                     | 7492     |
| 130 | Запослено женско становништво                                                                    | 3457     |
| 131 | Незапослена популација                                                                           | 352      |
| 132 | Незапослена мушка популација                                                                     | 324      |
| 133 | Незапослена женска популација                                                                    | 28       |
| 134 | Становништво без права на здравствене услуге                                                     | 17634    |
| 135 | Становништво које има право на здравствене услуге                                                | 12514    |
| 136 | Становништво које има право на ИМСС                                                              | 4179     |
| 137 | Становништво које има право на социјално осигурање                                               | 427      |
| 138 | Становништво које има право на државно социјално осигурање                                       | 97       |
| 139 | Становништво које има право на опште осигурање или здравствено осигурање за нову генерацију      | 7209     |
| 140 | Становништво које је било једном или није било у браку током 12 година и више                    | 7242     |
| 141 | Венчано или уједињено становништво од 12 година и више                                           | 11685    |
| 142 | Становништво које је било у браку или уједињено 12 година и више                                 | 1966     |
| 143 | Становништво са католичком религијом                                                             | 26569    |
| 144 | Протестанти, еванђелисти и библијски следбеници различити од еванђелиста                         | 2671     |
| 145 | Становништво са другим религијама различитим од претходних                                       | 297      |
| 146 | Становништво без религије                                                                        | 412      |
| 147 | Укупно пописаних домаћинства                                                                     | 6335     |
| 148 | Пописна домаћинства на челу са мушкарцима                                                        | 4936     |
| 149 | Пописна домаћинства на челу са женама                                                            | 1399     |
| 150 | Становништво у пописним домаћинствима                                                            | 30218    |
| 151 | Становништво у пописним домаћинствима на челу са мушкарцима                                      | 24602    |
| 152 | Становништво у пописним домаћинствима на челу са женама                                          | 5616     |
| 153 | Укупно домаћинстава                                                                              | 7534     |
| 154 | Укупно насељених домаћинстава                                                                    | 6347     |
| 155 | Укупно приватних кућа                                                                            | 7522     |
| 156 | Насељени приватни домови                                                                         | 6335     |
| 157 | Укупно насељених приватних кућа                                                                  | 6347     |
| 158 | Ненасељене приватне куће                                                                         | 801      |
| 159 | Појединачна домаћинства за привремену употребу                                                   | 386      |
| 160 | Становници у насељеним приватним кућама                                                          | 30218    |
| 161 | Насељеност станара у приватним становима                                                         | 4.77     |
| 162 | Просечно становника по соби у приватним насељеним домаћинствима                                  | 1.54     |
| 163 | Појединачна домаћинства са подовима од различитих материјала од земље                            | 5433     |
| 164 | Појединачна домаћинства у приземљу                                                               | 872      |
| 165 | Појединачна домаћинства са једном спаваћом собом                                                 | 3015     |
| 166 | Појединачна домаћинства са две спаваће собе и више                                               | 3280     |
| 167 | Појединачна домаћинства са једним собом                                                          | 674      |
| 168 | Појединачна домаћинства са две собе                                                              | 1687     |
| 169 | Појединачна домаћинства са 3 собе и више                                                         | 3931     |
| 170 | Појединачна домаћинства која имају електрично светло                                             | 6131     |
| 171 | Појединачна домаћинства која немају електрично светло                                            | 164      |
| 172 | Појединачна домаћинства која имају водоводну воду у стамбеном простору                           | 5814     |
| 173 | Појединачна домаћинства која немају водоводну воду у стамбеном простору                          | 485      |
| 174 | Појединачна домаћинства која имају тоалет                                                        | 6159     |
| 175 | Појединачна домаћинства која имају канализацију                                                  | 4944     |
| 176 | Појединачна домаћинства која немају канализацију                                                 | 1337     |
| 177 | Појединачна домаћинства која имају електрично светло, довод воде из јавне мреже и канализацију   | 4745     |
| 178 | Појединачна домаћинства без икаквих услова                                                       | 236      |
| 179 | Појединачна домаћинства која имају радио                                                         | 4976     |
| 180 | Појединачна домаћинства која имају телевизор                                                     | 5688     |
| 181 | Појединачна домаћинства која имају фрижидер                                                      | 2543     |
| 182 | Појединачна домаћинства која имају машину за веш                                                 | 1285     |
| 183 | Појединачна домаћинства која имају аутомобил или комби                                           | 915      |
| 184 | Појединачна домаћинства која имају рачунар                                                       | 386      |
| 185 | Појединачна домаћинства која имају фиксну телефонску линију                                      | 615      |
| 186 | Појединачна домаћинства која имају мобилни телефон                                               | 2665     |
| 187 | Појединачна домаћинства која имају приступ интернету                                             | 148      |